# Записки з Мертвого будинку
Записки з Мертвого будинку (рос. Записки из Мёртвого дома) — напівавтобіографічний твір Федора Михайловича Достоєвського, що включає в себе однойменну повість та кілька розповідей, написаних у 1860—1861 рр. Створено на основі вражень від перебування в Омському острозі 1850—1854 рр., де письменник відбував покарання по справі петрашевців (зібрання, де обговорювалися питання перебудови суспільства, відміни кріпацтва, цензури тощо). Перші глави твору було надруковано в журналі «Время», який видавав старший брат автора, Михайло Михайлович Достоєвський.
На перших сторінках твору Достоєвський описує батьковбицю Ільїнського, який служив у тобольському лінійному батальйоні та був засуджений на двадцять років. Він нібито через борги вбив батька заради спадку, проте у злочині не зізнавався. «Все місто, в якому раніше служив цей батьковбивця, розповідало цю історію однаково». Проте після того, як твір вийшов друком, Достоєвський отримав лист із Тобольська. У травні 1862 року суд виправдав Ільїнського, про що письменник згадав  у сьомій главі другої частини «Записок з Мертвого будинку» в журналі «Время». Цей факт глибоко вразив Федора Михайловича і пізніше став фабулою останнього його роману «Брати Карамазови», про задум якого він згадує в щоденнику в вересні 1874 р.

## Сюжет

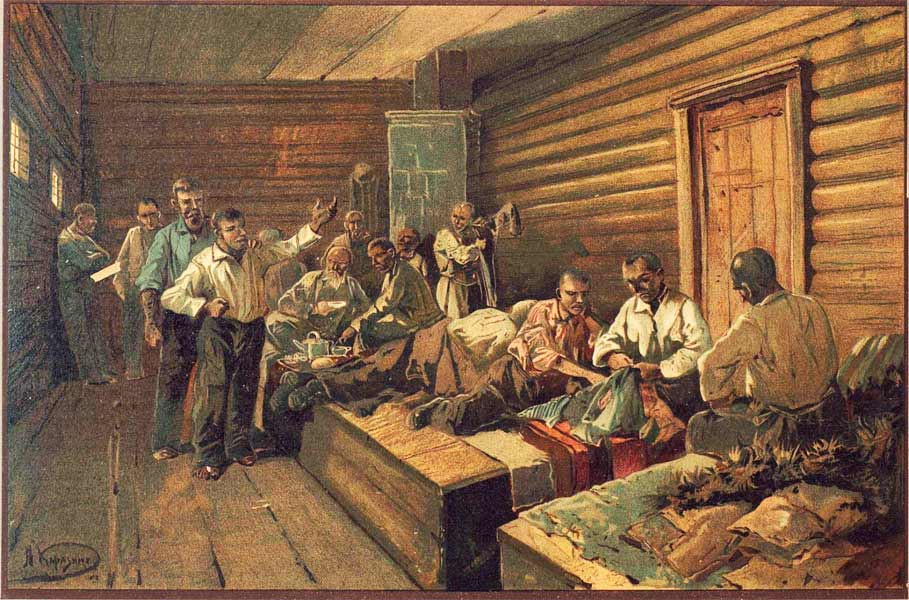
Микола Каразін, ілюстрація до «Записок із Мертвого будинку», 1893 р.

Достоєвський потрапив в Омський острог 23 січня 1850 року. Він був побудований у  XVIII столітті для того, щоб відбивати напади степових кочівників, та незабаром почав слугувати в'язницею, оточеної ровами та валами. У кордегардії (караульній) письменнику побрили половину голови, перевдягли в арештантський одяг та перекували в нові кайдани.  Казематом слугувала дерев'яна стара споруда, в якій  було душно від пічок та натовпу людей, а також велика кількість бліх, клопів і тарганів. Більшості в'язнів помічали чоло або щоку клеймом (жінки та представники дворянства позбавлялися цього покарання). 
У вступі автор розповідає, що познайомився із Олександром Петровичем Горячніковим — колишнім дворянином, який у перший рік шлюбу з ревнощів убив свою дружину, сам на себе доніс і відбув десять років покарання в острозі. Всі події твору автор нібито подає з нотаток Олександра Горячнікова, проте цей персонаж є умовним, оскільки вже з другої глави Достоєвський веде розповідь від себе, згадуючи реальні події зі свого життя. Детально описується перший рік ув'язнення Достоєвського - побут, захоплення картами, продаж алкоголю серед арештантів, примусові роботи. Петербурзький літератор працював чорноробочим, оскільки не мав ніякого ремесла: крутив точильне колесо, носив цеглу, розбирав старі барки на Іртиші. Особливою подією в казематі стала театральна постанова, яку адміністрація дозволила втілити з приводу святкування Різдва, на неї було запрошено місцевих мешканців, оскільки вони ніколи не бачили театру. Письменнику, головному герою виділили місце в першому ряді, бо він краще розбирався на постановках і міг більше заплатити грошей. Інсценували п'єси «Філатка і Мірошка» у народному дусі та буфонаду «Кедрил», що нагадувала лялькову сценку про Петрушку.
У повісті Достоєвський наводить свої міркування щодо впливу середовища острогу на арештантів: «Звісно, остроги і система примусових робіт не виправляють злочинця; вони тільки його карають і убезпечують суспільство від подальших зазіхань злочинця на його спокій. У злочинці ж острог і сама посилена каторжна робота розвивають тільки ненависть, бажання заборонених насолод та страшну легковажність». «Казенна каторжна кріпацька робота була не зайняттям, а обов'язком... На роботу дивилися з ненавистю... Без праці і без законної, нормальної власності людина не може жити, розбещується і перетворюється на звіра».

## Персонажі
Олександр Петрович Горячніков - чоловік років тридцяти п'яти, «надзвичайно бліда і худа людина». Десять років перебував в острозі засланцем другого розряду, після цього залишився жити в сибірському містечку, порвавши зв'язки з родичами. Живе дуже замкнено, виходить з дому тільки на уроки, якими заробляє собі на життя. Автор твору після повернення в містечко дізнається, що Горячніков неочікувано помер. Хазяйка дому, в якому він винаймав кімнату, передала кілька зошитів, один із них містив опис перебування в острозі («Сцени з Мертвого будинку», нотатки про померлих людей - тобто втрачених для держави, із загубленими долями, «відрізані кусні від суспільства») та різноманітні роздуми Горячнікова. Автор переконаний, що написані вони були майже божевільним, проте надає написане на розсуд читачеві.
.

## Видання українською
- "Записки з Мертвого дому", видавництво художньої літератури "Дніпро", Київ, 1971 р.

## Джерело
- Гроссман Л.П. «Достоевский», серия «Жизнь замечательных людей»,  Москва, изд-во «Молодая гвардия», 1963 р. (рос.)
- Достоевский Ф.М. «Село Степанчиково и его обитатели»: сб. / Ф. Достоевский. - М.: АСТ, 2006. - «Записки из Мертвого дома» с. 207-484 (рос.)